# Berniniella latidens
Berniniella latidens är en kvalsterart som beskrevs av Subías, Rodríguez och Mínguez 1987. Berniniella latidens ingår i släktet Berniniella och familjen Oppiidae. Inga underarter finns listade.